# William Richard Morris
William Richard Morris (ur. 10 października 1877 w Worcester, zm. 22 sierpnia 1963) – brytyjski wynalazca i przedsiębiorca, twórca Morris Motor Company.
Urodził się w mieście Worcester w Anglii. W wieku 15 lat został uczniem sprzedawcy rowerów, rok później otworzył własny warsztat rowerowy, został także producentem rowerów. W 1901 roku zaprojektował motocykl, a w rok później rozpoczął sprzedaż i naprawę używanych samochodów.
W 1912 roku pierwszy samochód, Bull Nosed Morris. Podczas I wojny światowej zajmował się produkcją amunicji, a po jej zakończeniu wznowił produkcję aut, w 1925 roku osiągając poziom 56 tysięcy sztuk rocznie.
W 1929 roku został nobilitowany, w 1934 został mianowany baronem, a w 1938 roku wicehrabią.
Z powodu brak potomstwa zdecydował zapisać cały majątek na cele charytatywne, zakładając w 1943 roku Nuffield Foundation.